# Districtul Na Chaluai
Na Chaluai (în thailandeză นาจะหลวย) este un district (Amphoe) din provincia Ubon Ratchathani, Thailanda, cu o populație de 53.774 de locuitori și o suprafață de 632,0 km².

## Componență
Districtul este subdivizat în 6 subdistricte (tambon), care sunt subdivizate în 68 de sate (muban).
| Nr. | Nume       | În thailandeză | Sate | Locuitori |  |
| --- | ---------- | -------------- | ---- | --------- |  |
| 1.  | Na Chaluai | นาจะหลวย       | 16   | 17,057    |  |
| 2.  | Non Sombun | โนนสมบูรณ์       | 9    | 6,600     |  |
| 3.  | Phon Sawan | พรสวรรค์        | 10   | 5,440     |  |
| 4.  | Ban Tum    | บ้านตูม          | 14   | 11,998    |  |
| 5.  | Sok Saeng  | โสกแสง         | 10   | 7,251     |  |
| 6.  | Non Sawan  | โนนสวรรค์       | 9    | 5,428     |  |